# Dere reticulata
Dere reticulata là một loài bọ cánh cứng trong họ Cerambycidae.